# Art of Noise
The Art Of Noise er en musikgruppe fra London, England. Gruppen blev dannet i 1983 af producer Trevor Horn.